# Чебіг (Мен)
Чебіг (англ. Chebeague Island) — місто (англ. town) в США, в окрузі Камберленд штату Мен. Населення — 396 осіб (2020).

## Демографія
Згідно з переписом 2010 року, у місті мешкала 341 особа в 171 домогосподарстві у складі 98 родин. Було 525 помешкань
Расовий склад населення:
| - 99,1 % — білих - 0,3 % — чорних або афроамериканців - 0,3 % — азіатів |

До двох чи більше рас належало 0,3 %. Частка іспаномовних становила 0,0 % від усіх жителів.
За віковим діапазоном населення розподілялося таким чином: 15,0 % — особи молодші 18 років, 50,1 % — особи у віці 18—64 років, 34,9 % — особи у віці 65 років та старші. Медіана віку мешканця становила 57,9 року. На 100 осіб жіночої статі у місті припадало 93,8 чоловіків;  на 100 жінок у віці від 18 років та старших — 90,8 чоловіків також старших 18 років.
Середній дохід на одне домашнє господарство  становив 101 037 доларів США (медіана — 61 250), а середній дохід на одну сім'ю — 128 894 долари (медіана — 83 958). Медіана доходів становила 51 944 долари для чоловіків та 32 500 доларів для жінок. За межею бідності перебувало 6,6 % осіб, у тому числі 0,0 % дітей у віці до 18 років та 5,8 % осіб у віці 65 років та старших.
Цивільне працевлаштоване населення становило 213 осіб. Основні галузі зайнятості: освіта, охорона здоров'я та соціальна допомога — 21,6 %, роздрібна торгівля — 15,5 %, науковці, спеціалісти, менеджери — 12,7 %.